# Первый морской лорд
Первый морской лорд (в настоящее время — англ. First Sea Lord, ранее — англ. First Naval Lord) — профессиональный глава Королевского ВМФ Великобритании и всех Военно-морских сил Великобритании. Также занимает пост Начальника военно-морского штаба (англ. Chief of Naval Staff), и в Великобритании обычно обозначается аббревиатурой 1SL/CNS.

## История
С 1797 по 1827 годы главой Королевского ВМФ Великобритании являлся Адмирал Флота (англ. Admiral of the Fleet), позднее название этой должности стало званием. Эту должность занимали:
- Ричард Хау, 1-й эрл Хау (1795—1799)
- Сэр Питер Паркер (1799—1811)
- Принц Вильгельм, герцог Кларенс (1811—1827)

Титул «Первый морской лорд» впервые в 1828 году получил старший из Морских Лордов. В 1904 году титул был изменён с First Naval Lord на First Sea Lord. Начиная с 1923 года Первый морской лорд является членом Комитета начальников штабов, и с 1923 по 1959 годы на условиях ротации (наряду с начальником Имперского Генерального штаба и Начальником штаба ВВС) был главой этого Комитета и возглавлял Вооружённые силы Великобритании. Титул сохранился и после того, как в 1964 году Комитет Адмиралтейства был упразднён, а его функции были переданы Министерству обороны.
При нынешней структуре Первый морской лорд заседает как в Совете обороны, так и в новом Адмиралтейском комитете.

## Первые морские лорды (First Naval Lord) в период 1828—1904
- Сэр Джордж Коберн, 10-й баронет (1828—1830)
- Сэр Томас Харди, 1-й баронет (1830—1834)
- Сэр Джордж Дандэс (1834)
- Сэр Чарльз Адам (1834)
- Сэр Джордж Коберн (1834—1835)
- Сэр Чарльз Адам (1835—1841)
- Сэр Джордж Коберн (1841—1846)
- Сэр Уильям Паркер, 1-й баронет Шенстон (1846)
- Сэр Чарльз Адам (1846—1847)
- Сэр Джеймс Витли Динс Дандэс (1847—1852)
- Морис Беркли, 1-й барон Фицхардинг (1852)
- Хайд Паркер (1852—1854)
- Морис Беркли, 1-й барон Фицхардинг (1854—1857)
- Сэр Ричард Саундерс Дандэс (1857—1858)
- Сэр Вильям Мартин, 4-й баронет (1858—1859)
- Сэр Ричард Саундерс Дандэс (1859—1861)
- Сэр Фридрик Вильям Грей (1861—1866)
- Сэр Александр Милн, 1-й баронет (1866—1868)
- Сэр Сидней Дакрес (1868—1872)
- Сэр Александр Милн, 1-й баронет (1872—1876)
- Сэр Гастингс Елвертон (1876—1877)
- Сэр Джордж Уэлсли (1877—1879)
- Сэр Эстли Купер Кей (1879—1885)
- Сэр Артур Худ (1885—1886)
- Лорд Джон Хэй (1886)
- Сэр Артур Худ (1886—1889)
- Сэр Ричард Вези Гамильтон (1889—1891)
- Сэр Энтони Хайли Хоскинс (1891—1893)
- Сэр Фридрик Вильям Ричардс (1893—1899)
- Лорд Уолтер Талбот Керр (1899—1904)

## Первые морские лорды (First Sea Lord) в период 1904—1964
- Сэр Джон Арбетнот Фишер (1904—1910)
- Сэр Артур Найвет Вилсон (1910—1911)
- Сэр Фрэнсис Чарлз Бриджмэн (1911—1912)
- Граф Людвиг Маунтбеттен (1912—1914)
- Лорд Фишер (1914—1915)
- Сэр Генри Джексон (1915—1916)
- Сэр Джон Джеллико (1916—1917)
- Сэр Росслин Вемисс (1917—1919)
- Граф Битти (1919—1927)
- Сэр Чарлз Мэдден (1927—1930)
- Сэр Фридрик Филд (1930—1933)
- Лорд Четфилд (1933—1938)
- Сэр Роджер Бэкхауз (1938—1939)
- Сэр Дадли Паунд (1939—1943)
- Виконт Каннингем (1943—1946)
- Сэр Джон Каннингем (1946—1948)
- Лорд Фрэзер Нордкапский (1948—1951)
- Сэр Родерик МакГригор (1951—1955)
- Граф Луис Маунтбеттен (1955—1959)
- Сэр Чарлз Лэмбе (1959—1960)
- Сэр Каспар Джон (1960—1963)
- Сэр Дэвид Люс (1963—1964)

## Первые морские лорды после 1964 года
- Сэр Джон Дэвид Люс (1964—1966)
- Сэр Вэрил Бегг (1966—1968)
- Сэр Майкл Ле Фану (1968—1970)
- Сэр Питер Хилл-Нортон (1970—1971)
- Сэр Майкл Поллок (1971—1974)
- Сэр Эдвард Эшмор (1974—1977)
- Сэр Теренс Левин (1977—1979)
- Сэр Генри Лич (1979—1982)
- Сэр Джон Филдхауc (1982—1985)
- Сэр Вильям Стэвели (1985—1989)
- Сэр Джон Освалд (1989—1993)
- Сэр Дэвид Бенджамин Батхёрст (1993—1995)
- Сэр Джон Слэйтер (1995—1998)
- Сэр Майкл Бойсе (1998—2001)
- Сэр Найджел Эссенхай (2001—2002)
- Сэр Алан Вест (2002—2006)
- Сэр Джонатон Бэнд (2006—2009)
- Сэр Марк Стэнхоуп (2009—2013)
- Сэр Джордж Замбеллас (2013—2016)
- Сэр Филип Джонс[англ.] (2016—2019)
- Сэр Энтони Радакин (2019—2021)
- Сэр Бенджамин Ки (2021—2025)
- Сэр Гвин Дженкинс (с 2025)